# Proyecto 3/50
Proyecto 3/50 es una campaña a favor del comercio local que nació de una entrada de blog en marzo de 2009 en apoyo de comercios independientes, con presencia física (no virtuales) y de propiedad local (no franquicias o multinacionales).
El proyecto trata de educar a los consumidores sobre el impacto de sus hábitos de consumo. El objetivo es incrementar el gasto de los consumidores de forma de forma que cree la mayor cantidad posible de beneficio a la comunidad local.